# Cúmulo globular M80

Messier 80 (también conocido como M80 o NGC 6093) es un cúmulo globular en la constelación de Scorpius, situado algo al este de M4: no es visible con prismáticos debido a su pequeño tamaño angular y a su baja magnitud conjunta, aunque sí incluso con telescopios pequeños. Fue descubierto por Charles Messier en 1781.
M80 se halla a una distancia de 10 kiloparsecs (32600 años luz) del Sol, y tiene un diámetro aparente de 10 minutos de arco, que equivale a 95 años luz de diámetro real. 
Es uno de los cúmulos globulares más densos conocidos, conteniendo un buen número de estrella rezagadas azules -lo que sugiere que las colisiones entre estrellas son relativamente frecuentes en su núcleo; se ha calculado que desde su origen se han producido 2700 de ellas-
Contiene dos estrellas variables de largo período, habiéndose descubierto en él una nova en 1860 (T Scorpii), que llegó a brillar más que el propio cúmulo (magnitud aparente: +7,0)